# Giv'at Zemer
Giv'at Zemer (hebrejsky: גבעת זמר, nazýváno též Ramat Zemer, רמת זמר, Giv'at Ofer,גבעת עופר nebo Ramat Ofer, רמת עופר) je čtvrť v jihovýchodní části Haify v Izraeli. Nachází se v administrativní oblasti Ramot Neve Ša'anan, respektive v její podčásti Remez-Ramat Sapir, v pohoří Karmel.

## Geografie
Leží v nadmořské výšce okolo 250 metrů, cca 4 kilometry jihovýchodně od centra dolního města. Na východě s ní sousedí čtvrť Ramot Remez, na západě Ramat Ben Gurion, na severu Ramat Sapir a na jihu čtvrť Ramat Almogi. Jde o vyvýšený zalesněný pahorek, který je na západě i východě ohraničen údolí, kterým k severu protékají vádí, která pak dál k severu ústí do mohutného kaňonu Nachal Giborim. Severně od lokality prochází ulice Derech Chankin.
Čtvrť se rozkládá na rozloze 1,64 kilometru čtverečního. Není tu evidována trvalá populace. Plánuje se tu výstavba obytného souboru.